# Domenico Mariani
Domenico Mariani (ur. 3 kwietnia 1863 w Posta, zm. 23 kwietnia 1939 w Rzymie) – włoski kardynał.

## Życiorys
Do kapłaństwa przygotowywał się w Pontyfikalnym Seminarium Watykańskim, ukończył również Pontyfikalne Seminarium Rzymskie. Ordynowany 18 grudnia 1886. Udzielał się duszpastersko w diecezji rzymskiej. Od 1900 pracował w Kurii Rzymskiej. Uzyskał tytuły prywatnego szambelana Jego Świątobliwości i prałata domowego. Był specjalistą od ekonomicznej strony zarządzania Stolicą Apostolską. W roku 1935 został kardynałem diakonem. Od 21 grudnia tego samego roku do śmierci był przewodniczącym Rady ds. Patrymonium Stolicy Apostolskiej. Nigdy nie przyjął święceń biskupich. Zmarł na atak serca niedługo po zakończeniu konklawe 1939, w którym brał udział. Pochowany na Campo Verano.